# Вадовиці
Вадовиці (іноді Вадовичі, пол. Wadowice / Вадовіце польська: [vadɔˈvit͡sɛ] ( прослухати); нім. Frauenstadt – Wadowitz) — місто в південній Польщі, на річці Скава. Адміністративний центр Вадовицького повіту Малопольського воєводства. Розміщене вздовж міжнародної траси Краків — Брно, через Бельсько-Бяла та Цешин. Відоме як місце народження та дитинства Папи Івана Павла ІІ.

## Географія
Через місто протікає річка Домбрувка.

### Клімат
| Клімат Вадовиців        | Клімат Вадовиців | Клімат Вадовиців | Клімат Вадовиців | Клімат Вадовиців | Клімат Вадовиців | Клімат Вадовиців | Клімат Вадовиців | Клімат Вадовиців | Клімат Вадовиців | Клімат Вадовиців | Клімат Вадовиців | Клімат Вадовиців | Клімат Вадовиців |
| Показник                | Січ.             | Лют.             | Бер.             | Квіт.            | Трав.            | Черв.            | Лип.             | Серп.            | Вер.             | Жовт.            | Лист.            | Груд.            | Рік              |
| Середній максимум, °C   | −0,1             | 2,1              | 7,1              | 13,5             | 18,7             | 21,6             | 23,0             | 22,8             | 18,8             | 13,8             | 6,8              | 1,8              | 12,5             |
| Середня температура, °C | −3,3             | −1,6             | 2,4              | 7,9              | 13,1             | 16,2             | 17,5             | 16,9             | 13,1             | 8,3              | 3,2              | −1               | 7,7              |
| Середній мінімум, °C    | −6,7             | −4,8             | −1,3             | 3,0              | 7,6              | 10,8             | 12,2             | 11,8             | 8,6              | 4,2              | 0,2              | −4               | 3,5              |
| Днів з опадами          | 8                | 7                | 7                | 8                | 10               | 11               | 10               | 9                | 8                | 7                | 9                | 10               | 104              |
| ----------------------- | ---------------- | ---------------- | ---------------- | ---------------- | ---------------- | ---------------- | ---------------- | ---------------- | ---------------- | ---------------- | ---------------- | ---------------- | ---------------- |
| Джерело: www.yr.no      |                  |                  |                  |                  |                  |                  |                  |                  |                  |                  |                  |                  |                  |

## Історія
У 1772—1867 роках — адміністративний центр Вадовицького округу Королівства Галичини та Володомирії у складі Габсбурзької монархії (з 1804 року — Австрійської імперії, з 1867 — Австро-Угорщини).
Окрема кінна дивізія армії УНР базується у Вадовицях у 1921 році, після відступу з України.

## Табір для військовополонених і цивільних
На околицях міста розташовувався концентраційний табір, збудований австрійською владою на початку Першої світової війни для утримання військовополонених із російської та італійської армій. Табір складався з 18-ти мурованих та дерев'яних бараків. В 1919—1920 в ньому утримували західних українців — з 15000 осіб померли від голодного тифу близько 1500.
Після репатріації військовополонених російської армії уряд Польщі використовував його для утримування військовополонених польсько-радянської війни 1920 року та розміщення інтернованих військових частин Армії Української Народної Республіки. На початку 1921 року там перебувало близько 4,5 тисяч українських вояків.
Внаслідок переповнення, браку харчів, опалення та медичної допомоги у таборі була високою смертність: на військовому цвинтарі Вадовиць поховано близько 5 тис. осіб, з них 1,5 тис. вояків УГА та Армії УНР, серед яких — генерал М. Єлчанінов. Цвинтар зберігся до наших днів.
14.08.2019 р. польські скаути вшанували поховання вояків УНР в рамках акції «Полум'я братерства».

## Демографія
Демографічна структура станом на 31 березня 2011 року:
|          | Загалом | Допрацездатний вік | Працездатний вік | Постпрацездатний вік |
| -------- | ------- | ------------------ | ---------------- | -------------------- |
| Чоловіки | 9122    | 1781               | 6307             | 1034                 |
| Жінки    | 10264   | 1747               | 6026             | 2491                 |
| Разом    | 19386   | 3528               | 12333            | 3525                 |

## Економіка
- Zakłady Przemysłu Cukierniczego SKAWA SA, виробник кондитерських виробів.[6]

## Міста-побратими
- Сан-Джованні-Ротондо
- П'єтрельчина
- Карпінето-Романо
- Сона
- Канале-д'Агордо

## Відомі люди

### Дідичі
- Пйотр Мишковський[7]

### Народилися
- Іван-Павло II
- Годвін Брумовський;

### Померли
- Олександр Єлчанінов — генерал-хорунжий Армії УНР.

### Перебували
- Симон Петлюра.